# Нотр-Дам-де-ла-Трей
Собор Нотр-Дам-де-ла-Трей (фр. Basilique-cathédrale Notre-Dame-de-la-Treille de Lille) — католический собор в городе Лилль (Франция).
Строительство собора началось в 1854 году. Храм выстроен в неоготическом стиле. Стометровую колокольню собора видно издалека.
С 1904 года Нотр-Дам-де-ла-Трей имеет статус базилики. В соборе находится статуя Девы Марии, датированная XII веком.